# Eparchia di Alessandria degli Armeni
L'eparchia di Alessandria degli Armeni (in latino Eparchia Alexandrina Armenorum) è una sede della Chiesa armeno-cattolica in Egitto, suffraganea del patriarcato di Cilicia. Nel 2023 contava 9.153 battezzati. È retta dall'eparca Kricor-Okosdinos Coussa.

## Territorio
L'eparchia comprende tutti i fedeli armeni di Egitto e Sudan.
Sede eparchiale è la città del Cairo, dove si trova la cattedrale dell'Annunciazione.
Il territorio è suddiviso in 4 parrocchie.

## Storia
Gli armeno-cattolici sono presenti in Egitto fin dalla prima metà del XVIII secolo, in particolare nelle città di Alessandria e del Cairo.
L'eparchia è stata eretta nel 1885, quando papa Leone XIII sottrasse alla giurisdizione del vicariato apostolico d'Egitto i fedeli armeno-cattolici dell'Egitto e del Sudan.

## Cronotassi dei vescovi
Si omettono i periodi di sede vacante non superiori ai 2 anni o non storicamente accertati.
- Paul Acderian (Etarian) † (1850 - 1866 deceduto)
- Barnabé Akscheislian † (2 maggio 1886 - 16 maggio 1898 deceduto)
- Boghos Sabbaghian † (28 agosto 1901 - 4 agosto 1904 nominato patriarca di Cilicia)
- Pietro Kojunian † (26 febbraio 1907 - 17 marzo 1911 nominato arcivescovo titolare di Calcedonia)
- Jean Couzian, I.C.P.B. † (27 agosto 1911 - 6 maggio 1933 deceduto)
- Jacques Nessimian † (5 agosto 1933 - 2 luglio 1960 deceduto)
- Raphaël Bayan † (2 luglio 1960 succeduto - 9 marzo 1989 ritirato)
- Nerses Tarmouni † (21 agosto 1989 - 7 ottobre 1999 nominato patriarca di Cilicia)
  - Sede vacante (1999-2004)
- Kricor-Okosdinos (Rizkallah) Coussa, dal 7 gennaio 2004

## Statistiche
L'eparchia nel 2023 contava 9.153 battezzati.
| anno | popolazione | popolazione | popolazione | presbiteri | presbiteri | presbiteri | presbiteri                | diaconi | religiosi | religiosi | parrocchie |
| anno | battezzati  | totale      | %           | numero     | secolari   | regolari   | battezzati per presbitero | diaconi | uomini    | donne     | parrocchie |
| ---- | ----------- | ----------- | ----------- | ---------- | ---------- | ---------- | ------------------------- | ------- | --------- | --------- | ---------- |
| 1969 | 25.000      | ?           | ?           | 4          | 4          |            | 6.250                     |         |           |           | 2          |
| 1980 | 2.250       | ?           | ?           | 3          | 1          | 2          | 750                       |         | 2         | 8         | 3          |
| 1990 | 200.000     | ?           | ?           | 2          | 1          | 1          | 100.000                   |         | 1         | 6         | 3          |
| 1999 | 1.287       | ?           | ?           | 1          | 1          |            | 1.287                     |         |           | 5         | 3          |
| 2000 | 1.276       | ?           | ?           | 1          | 1          |            | 1.276                     |         |           | 5         | 3          |
| 2001 | 1.276       | ?           | ?           | 1          | 1          |            | 1.276                     |         |           | 5         | 3          |
| 2002 | 1.276       | ?           | ?           | 1          | 1          |            | 1.276                     |         |           | 5         | 3          |
| 2003 | 1.276       | ?           | ?           | 2          | 2          |            | 638                       |         |           | 5         | 3          |
| 2006 | 6.000       | ?           | ?           | 3          | 3          |            | 2.000                     |         |           | 4         | 4          |
| 2009 | 6.500       | ?           | ?           | 1          | 1          |            | 6.500                     |         |           | 5         | 4          |
| 2013 | 6.500       | ?           | ?           | 2          | 2          |            | 3.250                     |         |           | 4         | 4          |
| 2016 | 6.500       | ?           | ?           | 1          | 1          |            | 6.500                     |         |           | 4         | 4          |
| 2019 | 8.960       | ?           | ?           | 1          | 1          |            | 8.960                     |         |           | 3         | 4          |
| 2021 | 9.153       | ?           | ?           |            |            |            |                           |         |           | 2         | 4          |
| 2023 | 9.153       | ?           | ?           | 2          | 1          | 1          | 4.576                     |         |           | 2         | 4          |